# 尕玛德青
尕玛德青，中华人民共和国政治人物、全国脱贫攻坚先进个人。

## 生平
尕玛德青任同仁市双朋西乡环主村第一书记，黄南藏族自治州发展和改革委员会办公室主任。因在脱贫攻坚战中作出突出贡献，2021年2月25日全国脱贫攻坚总结表彰大会上，尕玛德青被授予“全国脱贫攻坚先进个人”。